# Королевство Гранада
 Королевство Гранада исп. Reino de Granada — средневековое королевство, часть Кастильской короны, существовавшее в 1492—1833 годах.

## История
Королевство Гранада находилось под юрисдикцией Кастильской короны с момента её отвоевания испанцами у мусульман в 1492 году на завершающем этапе Реконкисты. После окончания десятилетней войны (1482—1492), 2 января 1492 года Гранада, мусульманский эмират династии Насридов, стал частью Кастильской короны. Символ королевства, гранат, был включен в герб католических монархов и продолжает фигурировать в гербе Испании по настоящее время.
Королевство Гранада было одним из четырёх королевств Андалусии. На территории королевства в 1499—1501 годах произошло неудачное мусульманское восстание. Восставшие потерпели поражение и вынуждены были принять насильственное католичество. После аннексии Гранады, которая была последним центром мусульманской власти на Пиренейском полуострове, она утратила своё политическое и экономическое значение, вступив в длительный период упадка. Открытие Америки дало преимущество городу-порту Севилье, которая к XVI веку стала главным городом не только Андалусии, но и всей Испании. Тем не менее, Гранада продолжала играть важную институциональную роль: город был одним из семнадцати городов, участвовавший в Ко́ртесах Кастилии. Собор Гранады был резиденцией архиепархии а королевская канцелярия Гранады была высшим судебным органом для половины Кастильской короны, равным только соответствующему учреждению в Вальядолиде.
Трудности религиозной и этнической интеграции морисков (бывших мусульман, обратившихся в христианство) с ныне доминирующими старыми христианами привели к неудачному, жестоко подавленному восстанию морисков 1568—1571 годов. Мориски были первоначально рассеяны по территории Кастилии, а затем изгнаны из Испании в 1609 году.
20 ноября 1833 года Испания провела административную реформу, территория страны была разделена на исторические регионы. Королевство Гранада было ликвидировано, а на его территории была создана современная провинция Гранада. Небольшие земли бывшего королевства были включены в состав провинции Альмерия, Малага, Хаэн и Кадис.
Сегодня вся территория королевства Гранада входит в состав территории автономного сообщества Андалусия.

## Галерея

Королевство Гранада в 1750—1754 годах.
Герб Королевства Гранада в составе Кастильской короны с 1492 года.